# Avion de transport militar

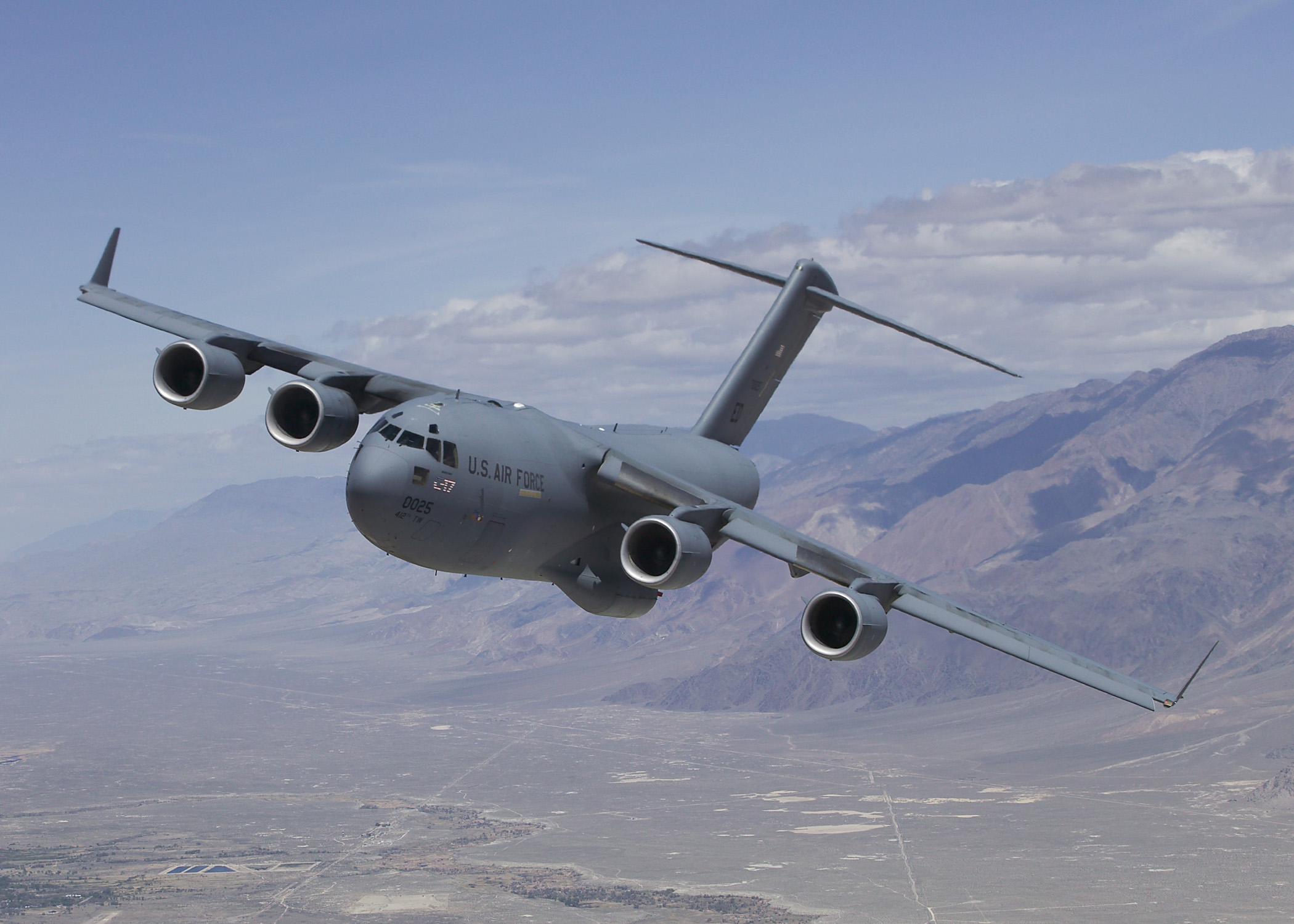
C-17 Globemaster III american

Un avion de transport militar este destinat transportării trupelor, armelor și altor echipamente militare în zona operațiilor militare, de obicei în afara rutelor comerciale de zbor în spațiu aerian necontrolat.
Original derivând din bombardiere, aceste avioane erau folosite pentru transportarea trupelor în cel de-al Doilea Război Mondial sau pentru tractarea planoarelor militare.  
Unele dintre avioanele de transport sunt multirol, putând să efectueze alimentare aeriană cu combustibil în zbor a altor avioane.

## Elicoptere de transport

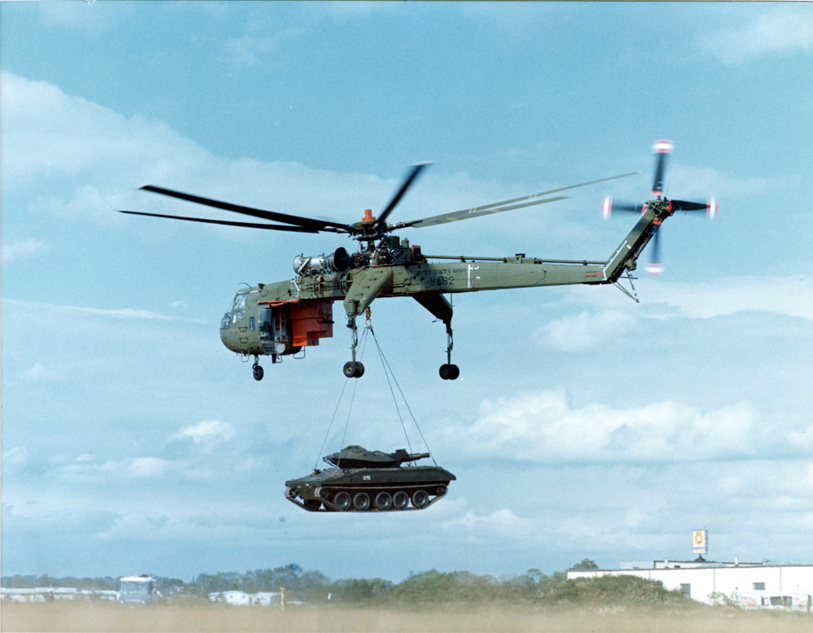
Elicopter Sikorsky CH-54 Tarhe transportând un tanc M551 Sheridan.

## Avioane de transport active

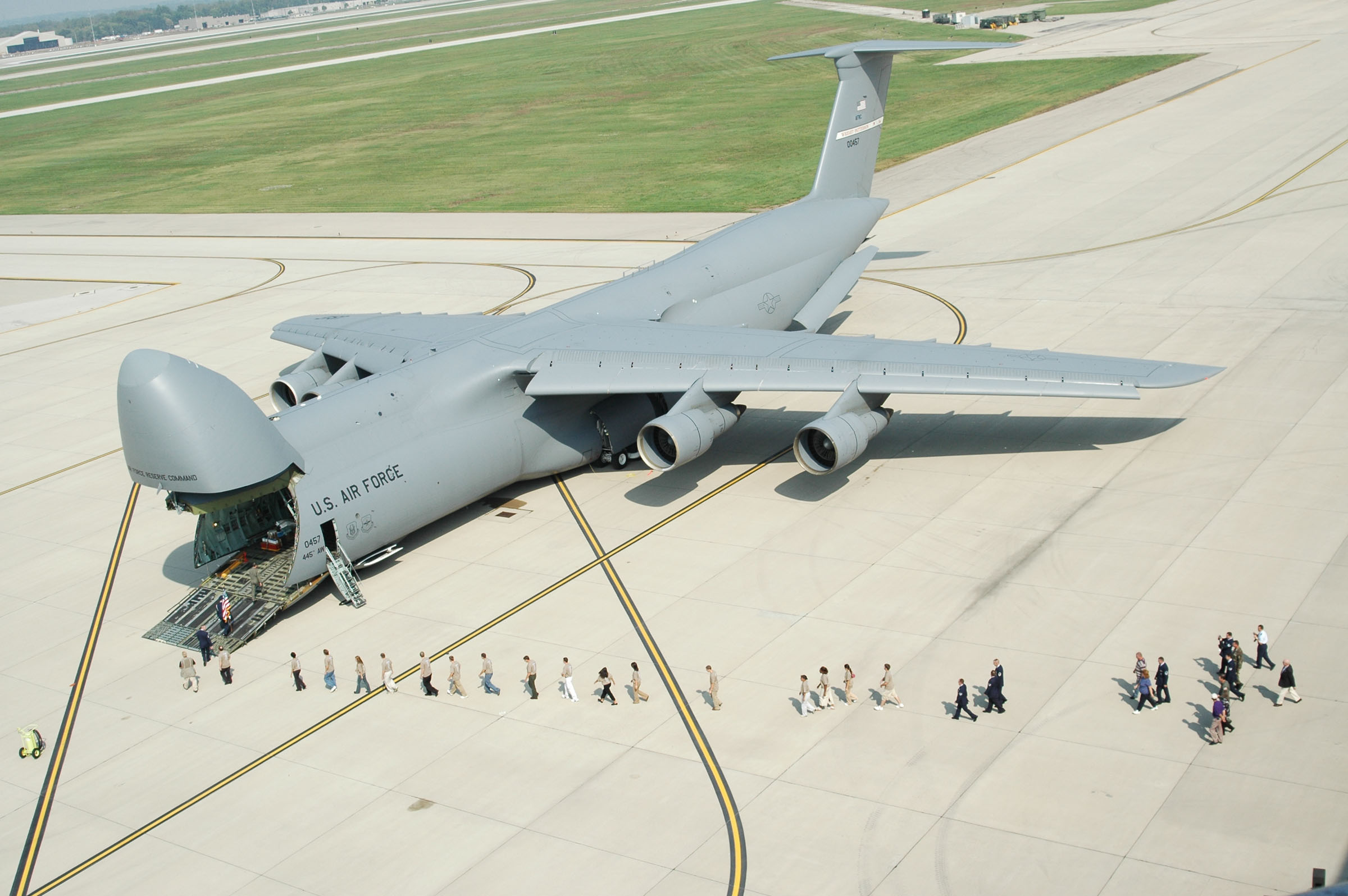
C-5 Galaxy.

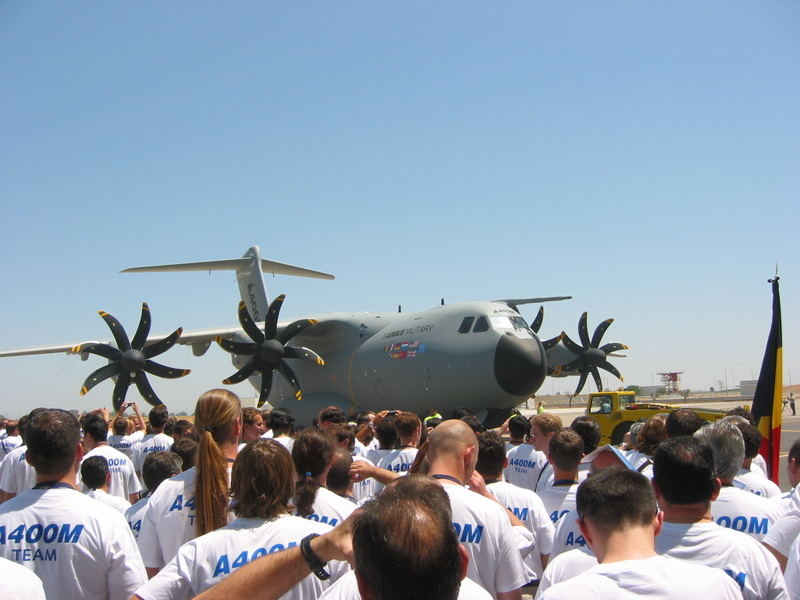
Airbus A400M.

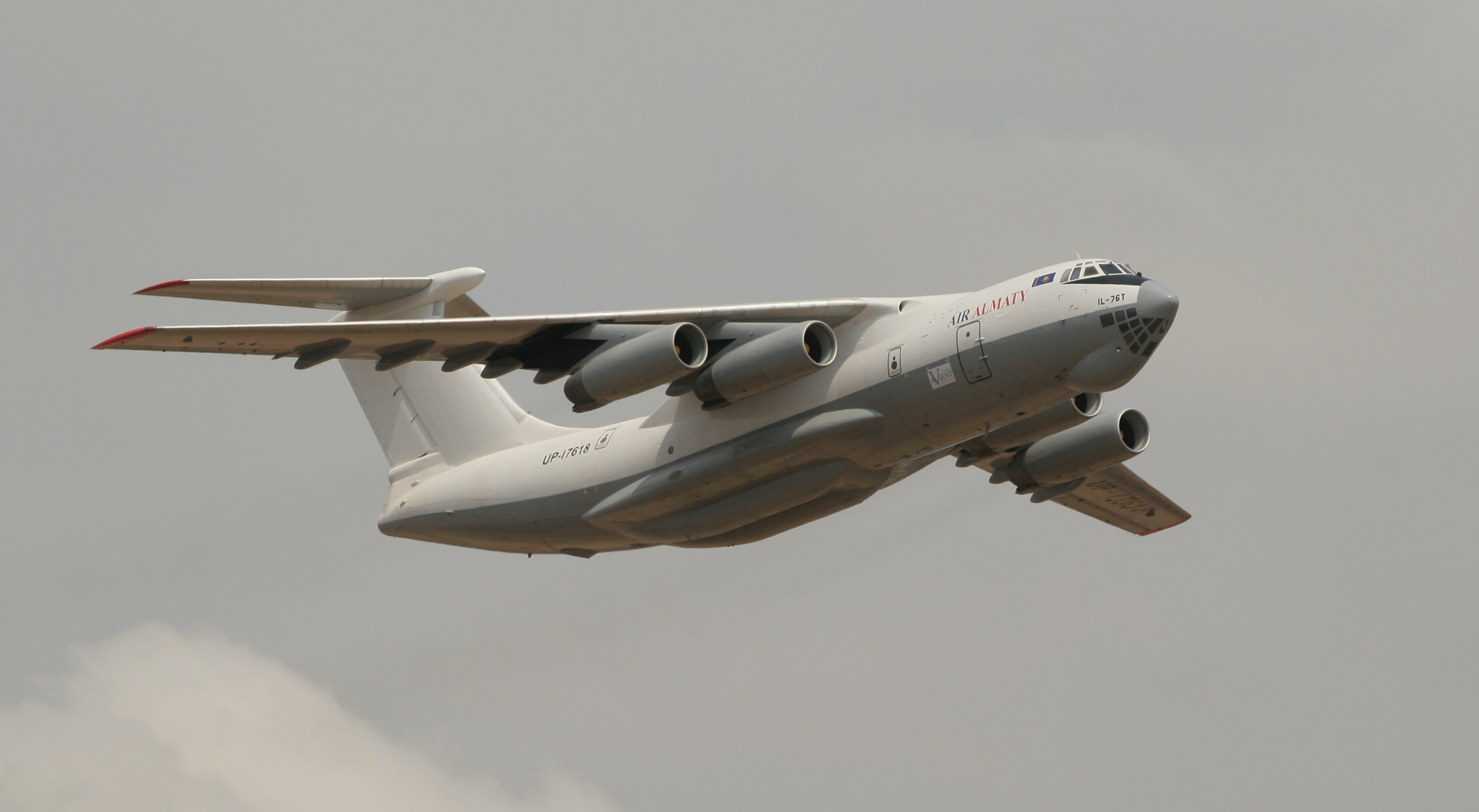
Il-76MD 'Candid'.

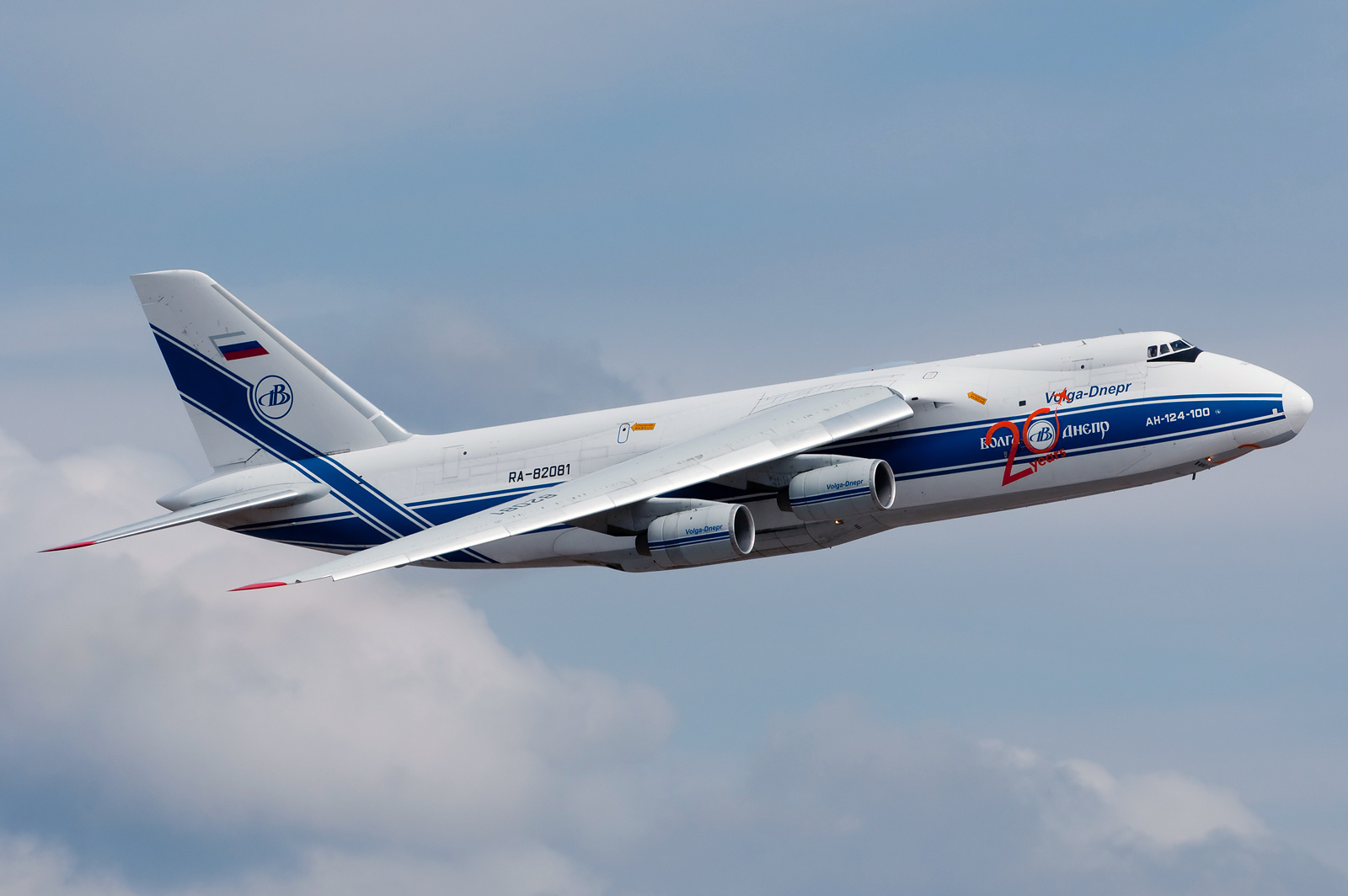
An-124-100 'Ruslan'.

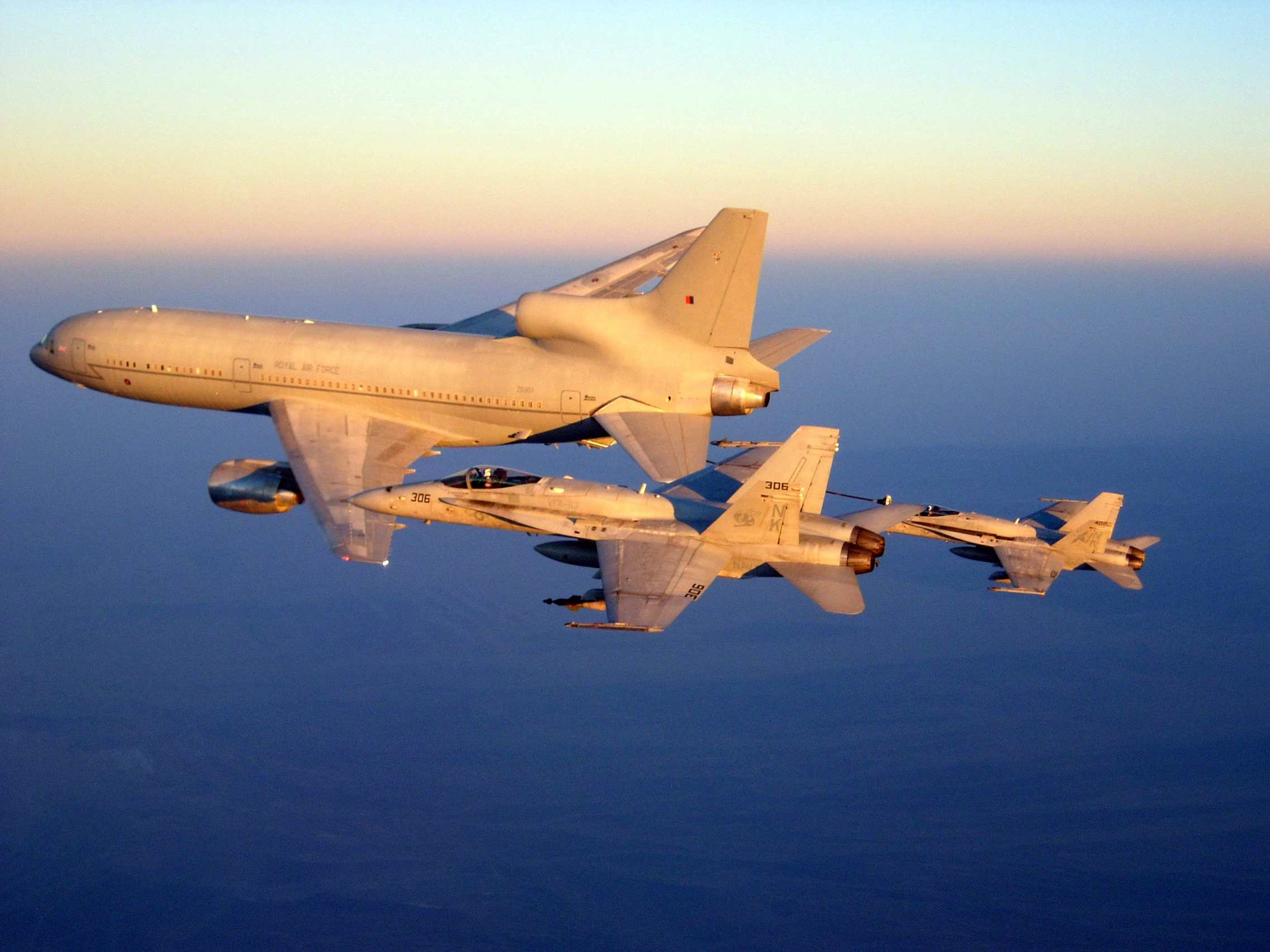
RAF TriStar încărcând un US Navy F/A-18s.

| Fabricant                 | Model                               | Zbor inaugural | Încărcătură max. (t) | Viteză croazieră (km/h) | Raza maximă (km) | MTOW |
| ------------------------- | ----------------------------------- | -------------- | -------------------- | ----------------------- | ---------------- | ---- |
| Airbus                    | A330 MRTT                           | 2007           | 45                   | 860                     | 14.800           | 223  |
| Airbus                    | A400M                               | 2009           | 37                   | 780                     | 9.300            | 141  |
| Alenia                    | C-27J Spartan                       | 2008           | 11.5                 | 583                     | 5.926            | 31.8 |
| Antonov                   | An-12                               | 1957           | 20                   | 777                     | 5.700            | 61   |
| Antonov                   | An-22 Antei                         | 1965           | 80                   | 740                     | 5.000            | 250  |
| Antonov                   | An-26                               | 1969           | 5.5                  | 440                     | 2.550            | 24   |
| Antonov                   | An-32                               | 1976           | 6.7                  | 480                     | 2.500            | 26.9 |
| Antonov                   | An-70                               | 1994           | 47                   | 729                     | 6.600            | 145  |
| Antonov                   | An-72                               | 1977           | 7.5                  | 600                     | 4.800            | 33   |
| Antonov                   | An-124 Ruslan                       | 1982           | 150                  | 800-850                 | 5,410            | 405  |
| Antonov                   | An-225 Mriya                        | 1988           | 250                  | 800                     | 15.400           | 600  |
| AVIC                      | Y-8                                 | 1974           | 20                   | 550                     | 5,616            | 61   |
| AVIC                      | Y-9                                 | 2008           | 25                   | 650                     | 7,800            | 77   |
| AVIC                      | Y-20                                | 2013           | 66                   | 700                     | 4,400            | 220  |
| Bell/Boeing               | V-22 Osprey                         | 1989           | 6.8                  | 396                     | 1,627            | 27.4 |
| Boeing                    | C-17 Globemaster III                | 1991           | 77.5                 | 830                     | 4.482            | 265  |
| CASA                      | C-212 Aviocar                       | 1971           | 2.8                  | 315                     | 1.433            | 8    |
| CASA/Indonesian Aerospace | CN-235                              | 1983           | 5                    | 509                     | 5.003            | 15.1 |
| CASA                      | C-295                               | 1998           | 9.3                  | 481                     | 5.630            | 23.2 |
| de Havilland Canada       | C-7 Caribou                         | 1958           | 3.6                  | 348                     | 2.103            | 14.2 |
| Douglas                   | C-47                                | 1943           | 3                    | 360                     | 2.600            | 10.5 |
| Grumman                   | C-1 Trader                          | 1952           | 1.6                  | 462                     | 2.092            | 13.2 |
| Grumman                   | C-2 Greyhound                       | 1964           | 4.5                  | 465                     | 2.400            | 24.7 |
| Embraer                   | C-390                               | 2014           | 23                   | 900                     | 6.200            | 72   |
| Fairchild                 | C-123 Provider                      | 1949           | 11                   | 367                     | 1.666            | 27   |
| Ilyushin                  | Il-76                               | 1971           | 47                   | 900                     | 4.400            | 210  |
| Ilyushin                  | Il-112                              | 2011           | 5.9                  | 550                     | 5.000            | 20   |
| Kawasaki                  | C-1                                 | 1970           | 11.9                 | 657                     | 1.300            | 45   |
| Kawasaki                  | XC-2                                | 2010           | 37.6                 | 890                     | 6,500            | 120  |
| Lockheed                  | C-5 Galaxy                          | 1968           | 122                  | 907                     | 4.445            | 381  |
| Lockheed                  | C-130 Hercules                      | 1954           | 20                   | 540                     | 3.800            | 70.3 |
| Lockheed                  | C-141 Starlifter                    | 1963           | 45                   | 912                     | 9.880            | 147  |
| Short Brothers            | C-23 Sherpa                         | 1982           | 3.2                  | 296                     | 1.239            | 3,2  |
| Transport Allianz         | Transall C-160                      | 1963           | 16                   | 513                     | 1.850            | 49,2 |
| UAC and HAL               | UAC/HAL Avion Multirol de transport | 2015           | 22                   | 830                     | 2.500            | 68   |